# 태풍 야기 (2024년)
태풍 야기(Typhoon Yagi) 또는 필리핀에서의 호칭 열대폭풍 엔텡(Tropical Storm Enteng)은 2024년 9월 초 필리핀에 영향을 미친 활성 열대 저기압이다. 연간 태풍 시즌의 11번째 명명된 폭풍이다. 야기는 8월 30일 하순에 팔라우 북서쪽에 저기압 지역으로 형성되었다. 9월 1일 초, 필리핀 대기지구물리천문청(PAGASA)은 저기압 지역이 열대 저기압으로 강화되었다고 보고하고 이를 엔텡(Enteng)이라는 이름으로 명명했다.
이 기압은 몇 시간 후에 열대성 폭풍으로 강화되었고 일본 기상청(JMA)에서는 야기라는 이름을 붙였다. 야기는 일본에서 제출한 이름으로 별자리 중 염소자리를 의미한다. 9월 2일 오로라 카시구란 상공에 첫 상륙하면서 북서쪽으로 향했다. 더 내륙으로 루손섬으로 이동했고, 코르디예라 중부(Cordillera Central)의 험준한 지형으로 인해 약화되다가 남중국해 위로 모습을 드러냈다.

## 개요
2024년 제11호 태풍 야기는 9월 1일 21시에 중심기압 998hPa, 최대풍속 18m/s, 강풍 반경 220km(동쪽 반경)의 열대폭풍으로 필리핀 마닐라 동쪽 약 340km 부근 해상에서 발생하였다.(일본 기상청 태풍정보 속보치 기준) 발생 직후 일본 기상청 기준 중심기압 994hPa, 최대풍속 21m/s의 세력으로 필리핀 루손 섬에 상륙한 뒤, 9월 3일 9시에 중심기압 998hPa, 최대풍속 21m/s의 세력으로 남중국해에 진출했다. 남중국해 진출 이후 서~서북서진하면서 남중국해의 높은 수온과 열용량으로 인해 급발달하였고, 9월 5일 9시에 중국 홍콩 남남동쪽 약 400km 부근 해상(남중국해)에서 일본 기상청 기준으로 중심기압 915hPa, 최대풍속 54m/s의 '맹렬한' 태풍으로 최성기를 맞이하였다. 남중국해에서 일본 기상청 기준으로 최성기 세력을 유지하다가 9월 6일 15시에 중국 하이난성에 접근하면서 일본 기상청 기준 중심기압 925hPa, 최대풍속 51m/s로 다소 약화되었다. 그리고 9월 6일 16시 30분에 일본 기상청 기준 중심기압 925hPa, 최대풍속 51m/s의 세력으로 중국 하이난성 원창시에 상륙했다. 중국 하이난성 상륙 이후에는 통킹만의 높은 수온과 열용량으로 인해 재발달하였고 9월 7일 18시에는 일본 기상청 기준 중심기압 935hPa, 최대풍속 46m/s의 세력으로 베트남 하이퐁시에 상륙했다. 베트남 상륙 이후 육상마찰로 인해 약화되어서 9월 8일 15시에 베트남 하노이 서쪽 약 160km 부근 육상에서 중심기압 998hPa의 열대저기압으로 약화되었다고 발표하였다. 그리고 2024년 제11호 태풍 야기(YAGI)의 남중국해 10분 평균 풍속 3번째 Violent(맹렬) 등급 달성은 2024년 12월 3일에 발표된 일본 기상청의 2024년 제11호 태풍 야기(YAGI)의 사후해석에서 최종적으로 확정되었다.

## 피해
야기는 남서쪽 몬순을 강화하여 심각한 홍수를 일으켜 최소 12명이 사망하고 10명이 부상당했으며 4명이 실종되었으며 기반 시설 피해가 ₱100,000(US$2,030.46)로 추산되었다. 이에 대응하여 전국에 풍향신호가 울려퍼졌다.